# Coppa della Confederazione CAF 2004
La Coppa della Confederazione CAF 2004 è stata la prima edizione della competizione. La stagione è iniziata il 6 marzo 2004 ed è finita il 9 gennaio 2005.
I ghanesi dell'Hearts of Oak hanno trionfato per la prima volta.

## Turno preliminare
| Squadra 1               | Totale | Squadra 2             | Andata | Ritorno |
| ----------------------- | ------ | --------------------- | ------ | ------- |
| Stade Tunisien          | 1 – 5  | ASC Thiès             | 6 – 0  | 0 – 3   |
| Olympic Real            | w/o    | Petro Huambo          | -      | -       |
| Saint Louis Suns United | 2 – 6  | Léopards de Transfoot | 2 – 2  | 0 – 4   |
| Ferroviário de Nampula  | 1 – 6  | Wits University FC    | 1 – 2  | 0 – 4   |
| Kiyovu Sport            | 1 – 3  | USM Libreville        | 0 – 1  | 1 – 2   |
| Chemelil Sugar FC       | 1 – 4  | Mtibwa Sugar FC       | 0 – 2  | 1 – 2   |
| Savanne SC              | 0 – 3  | Dynamos FC            | 0 – 0  | 0 – 3   |
| Al-Merrikh              | 1 – 2  | Green Buffaloes       | 1 – 0  | 0 – 2   |
| Express FC              | 2 – 1  | Ethiopian Bunna       | 2 – 1  | 0 – 0   |
| Diables Noirs           | 2 – 2  | Deportivo Mongomo     | 2 – 2  | 0 – 0   |
| Étoile Filante          | 2 – 0  | Dynamic Togolais      | 2 – 0  | 0 – 0   |
| Mogas 90 FC             | 2 – 5  | Al-Nasr               | 2 – 2  | 0 – 3   |
| ASC Entente Sebkha FC   | 0 – 4  | Étoile de Guinée      | 0 – 2  | 0 – 2   |
| Djoliba AC              | 2 – 3  | Wallidan FC           | 1 – 0  | 2 – 3   |
| CO Bouaflé              | 3 – 3  | Olympic FC            | 3 – 2  | 0 – 1   |

## Primo turno
| Squadra 1             | Totale | Squadra 2             | Andata | Ritorno |
| --------------------- | ------ | --------------------- | ------ | ------- |
| Interclube            | 2 – 4  | AS Douanes            | 1 – 2  | 1 – 2   |
| PWD Bamenda           | 2 – 2  | TP Mazembe            | 1 – 0  | 1 – 2   |
| Ismaily SC            | 2 – 3  | Stade Tunisien        | 2 – 1  | 0 – 2   |
| Petro Huambo          | 2 – 5  | Liberty Professionals | 1 – 0  | 1 – 5   |
| Léopards de Transfoot | 3 – 3  | Wits University FC    | 1 – 1  | 2 – 2   |
| USM Libreville        | 3 – 3  | Sable FC              | 2 – 2  | 1 – 1   |
| Mtibwa Sugar FC       | 0 – 6  | Santos                | 0 – 3  | 0 – 3   |
| Dynamos FC            | 0 – 5  | King Faisal Babes     | 0 – 1  | 0 – 4   |
| Green Buffaloes       | 7 – 3  | DC Motema Pembe       | 6 – 1  | 1 – 2   |
| Express FC            | 1 – 4  | Lobi Stars FC         | 1 – 1  | 0 – 3   |
| Deportivo Mongomo     | 1 – 3  | Stella Club d'Adjamé  | 1 – 1  | 0 – 2   |
| Étoile Filante        | 0 – 1  | Wydad Casablanca      | 0 – 1  | 0 – 0   |
| Al-Nasr               | 1 – 4  | Enugu Rangers         | 1 – 0  | 0 – 4   |
| Étoile de Guinée      | 2 – 2  | CR Belouizdad         | 1 – 0  | 1 – 2   |
| Wallidan FC           | 1 – 1  | Club Africain         | 0 – 0  | 1 – 1   |
| FAR Rabat             | 6 – 2  | Olympic FC            | 3 – 0  | 3 – 2   |

## Secondo turno
| Squadra 1             | Totale | Squadra 2             | Andata | Ritorno |
| --------------------- | ------ | --------------------- | ------ | ------- |
| PWD Bamenda           | 2 – 5  | AS Douanes            | 2 – 2  | 0 – 3   |
| Liberty Professionals | 4 – 3  | Stade Tunisien        | 3 – 2  | 1 – 1   |
| Sable FC              | 6 – 2  | Léopards de Transfoot | 4 – 1  | 2 – 1   |
| King Faisal Babes     | 2 – 3  | Santos                | 1 – 1  | 1 – 2   |
| Lobi Stars FC         | 4 – 5  | Green Buffaloes       | 2 – 1  | 2 – 4   |
| Stella Club d'Adjamé  | 1 – 2  | Wydad Casablanca      | 0 – 0  | 1 – 2   |
| Étoile de Guinée      | 1 – 2  | Enugu Rangers         | 0 – 0  | 1 – 2   |
| FAR Rabat             | 1 – 1  | Club Africain         | 0 – 0  | 1 – 1   |

## Terzo turno
In questo turno le otto vincenti del secondo turno affronteranno le perdenti del terzo turno della Champions League.
| Squadra 1         | Totale               | Squadra 2             | Andata | Ritorno |
| ----------------- | -------------------- | --------------------- | ------ | ------- |
| Asante Kotoko     | 3 – 1                | Wydad Casablanca      | 2 – 0  | 1 – 1   |
| Orlando Pirates   | 4 – 5                | Sable FC              | 4 – 2  | 0 – 3   |
| APR FC            | 1 – 3                | Enugu Rangers         | 1 – 0  | 0 – 3   |
| Cotonsport Garoua | 4 – 1                | Green Buffaloes       | 3 – 0  | 1 – 1   |
| Petro de Luanda   | 1 – 0                | FAR Rabat             | 0 – 0  | 1 – 0   |
| Hearts of Oak     | 1 – 0                | AS Douanes            | 1 – 0  | 0 – 0   |
| Al-Hilal          | 1 – 1 (3 - 0 d.c.r.) | Liberty Professionals | 1 – 0  | 0 – 1   |
| Canon Yaoundé     | 1 – 3                | Santos                | 1 – 1  | 0 – 2   |

## Fase a gironi

### Gruppo A
| Squadra         | P.ti | G | V | P | S | GF | GS | DR |
| --------------- | ---- | - | - | - | - | -- | -- | -- |
| Asante Kotoko   | 10   | 6 | 3 | 1 | 2 | 10 | 7  | +3 |
| Enugu Rangers   | 10   | 6 | 3 | 1 | 2 | 12 | 6  | +6 |
| Al-Hilal        | 9    | 6 | 3 | 0 | 3 | 6  | 11 | -5 |
| Petro de Luanda | 5    | 6 | 1 | 2 | 3 | 5  | 9  | -4 |

### Gruppo B
| Squadra       | P.ti | G | V | P | S | GF | GS | DR |
| ------------- | ---- | - | - | - | - | -- | -- | -- |
| Hearts of Oak | 13   | 6 | 4 | 1 | 1 | 10 | 5  | +5 |
| Canon Yaoundé | 11   | 6 | 3 | 2 | 1 | 9  | 3  | +6 |
| Sable FC      | 7    | 6 | 2 | 1 | 3 | 6  | 9  | -3 |
| Santos        | 3    | 6 | 1 | 0 | 5 | 3  | 11 | -8 |

## Finale
L'andata della finale si è disputata il 2 gennaio 2015, il ritorno il 9 gennaio.
| Squadra 1     | Totale               | Squadra 2     | Andata | Ritorno |
| ------------- | -------------------- | ------------- | ------ | ------- |
| Hearts of Oak | 2 - 2 (8 - 7 d.c.r.) | Asante Kotoko | 1 - 1  | 1 - 1   |

## Campione
| Vincitore Coppa della Confederazione CAF 2004 |
| --------------------------------------------- |
| Hearts of Oak (primo titolo)                  |